# Дернакијет
Дернакијет (фр. Dernacueillette) насеље је и општина у јужној Француској у региону Лангдок-Русијон, у департману Од која припада префектури Каркасон.
По подацима из 2011. године у општини је живело 44 становника, а густина насељености је износила 5,68 становника/km². Општина се простире на површини од 7,75 km². Налази се на средњој надморској висини од 320 метара (максималној 642 m, а минималној 316 m).

## Демографија
| 1962. | 1968. | 1975. | 1982. | 1990. | 1999. | 2011. |
| ----- | ----- | ----- | ----- | ----- | ----- | ----- |
| 62    | 63    | 57    | 48    | 56    | 45    | 44    |

График промене броја становника у току последњих година